# ایزوگلوتامین
ایزوگلوتامین (به انگلیسی: Isoglutamine) یک ترکیب شیمیایی با شناسه پاب‌کم ۱۶۴۶۹۷ است. 